# Beck, Bogert & Appice
Beck, Bogert & Appice – hardrockowa supergrupa, założona przez gitarzystę Jeffa Becka, która wyewoluowała z The Jeff Beck Group. Oprócz niego w skład wchodzili: basista Tim Bogert i perkusista Carmine Appice - byli muzycy zespołów Vanilla Fudge i Cactus.
Zespół wydał jeden album studyjny (Beck, Bogert & Appice) i jeden koncertowy (Live in Japan) - oba w 1973. Przed nagraniem drugiego studyjnego krążka grupa się rozwiązała.

## Dyskografia
Albumy studyjne
| Tytuł                 | Dane dot. albumu                              | Pozycja na liście | Pozycja na liście | Certyfikat         |
| Tytuł                 | Dane dot. albumu                              | USA               | UK                | Certyfikat         |
| --------------------- | --------------------------------------------- | ----------------- | ----------------- | ------------------ |
| Beck, Bogert & Appice | - Data: 26 marca 1973 - Wydawca: Epic Records | 12                | 28                | - USA: złota płyta |

Albumy koncertowe
| Tytuł         | Dane dot. albumu                                     |
| ------------- | ---------------------------------------------------- |
| Live in Japan | - Data: 21 października 1973 - Wydawca: Epic Records |